# 北冕座R型變星

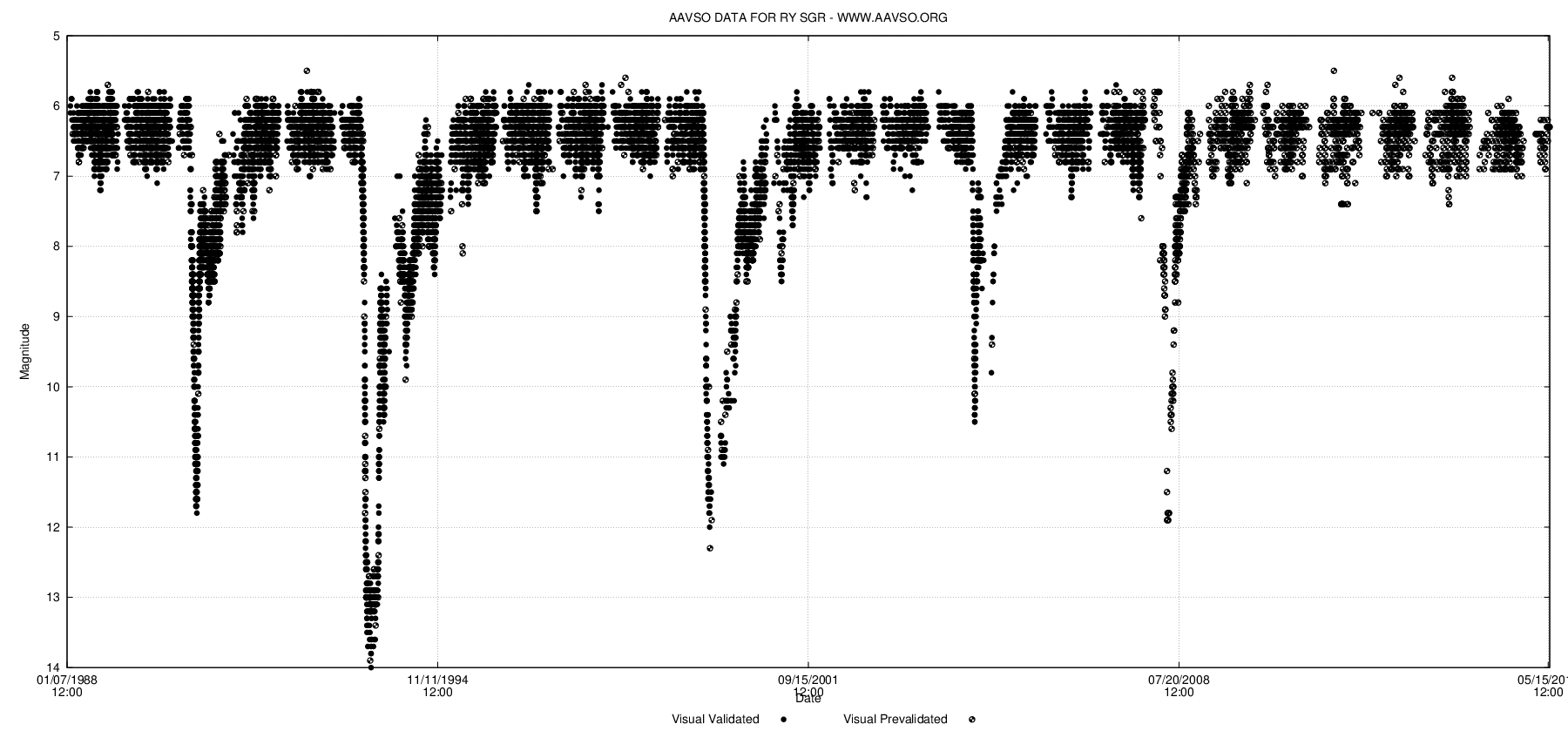
天箭座RY從1988年至2015年的可見光光變曲線，顯示這種類型的經典變光行為。

北冕座R型變星（縮寫為RCB）是一種噴發型變星，這種恆星的光度變化有兩種模式，一個低振幅的脈動（十分之幾星等）和一個不規則而無法預知的1-9等級的暗淡。它的原型星是英國的業餘天文學家愛德華·皮戈特在1795年發現的北冕座R，他首度觀察到這顆星神秘的變暗。從此迄今，只確定了大約100顆的RCB變星，使這種變星成為非常罕見的變星。
這種變暗是是由凝聚的碳煤煙造成的，當可見光的亮度衰減時，以紅外線測量的亮度並沒有隨之減少。北冕座R型變星通常是超巨星，恆星光譜的類型是F和G（習慣上稱之為黃色）與典型的CN分子帶特徵。RCB星的大氣層缺乏氫，氫相對於氦和其他化學元素的豐度由千分之一降至百萬分之一，而宇宙中氫和氦的比例是3：1。

## 差異
不同的RCB標本的光譜之間有者明顯不可忽視的差異。多數已知的光譜不是F到G的（黃色）超巨星，就是溫度相對較低的C-R類型的碳星超巨星。然而，有三顆是藍色的B型星，像是人馬座VZ，一顆是紅巨星的天鵝座V482 M5III。有4顆很不尋常，在光譜中莫名其妙的有著鐵的吸收線。固定的特點是有突出的碳線、大氣中非常欠缺氫，和明顯的間歇性減光。

## 物理現象
靠近北冕座R型變星的碳粉塵形成，有兩種主要的模式被提出。一種模式假定塵埃在離中心恆星20恆星半徑處形成，另一種模式則認為塵埃形成在恆星的光球層。20恆星半徑的基本原理是碳的冷凝溫度為1,500K，而光球層的模式是因為20恆星半徑的模式不能解釋RCB達到最低光度之前的光度迅速下降。20恆星半徑需要大量的碳粉塵，因而需要長期的積累造成阻礙的雲塵，而難以理解光度的快速下降。
光球累積碳塵埃的替代理論可以解釋在4,500至6,500K溫度的環境中，在低氣壓衝擊波的前緣區域－在人馬座RY的大氣層中檢測到－一種冷凝作用可以導製溫度下降，造成碳塵埃的凝聚。
恆星自身的形成也不是很清楚。標準的恆星演化模型不會造成本質上幾乎沒有氫的明亮恆星。這兩種主要理論來解釋這些恆星的異常，或許能適合這些罕見的恆星。另一種，發生兩顆白矮星的合併，一顆氦白矮星和一顆碳氧白矮星。白矮星本來就缺乏氫，由它們產生的恆星自然也會缺乏氫元素。第二種模式假設在燃燒氦氣的外殼有巨大的對流事件，造成少數仍殘留在大氣層的氫被翻攪到恆星的內部。它也可能是造成北冕座R（R CrB）的多樣性的多樣機制之一，與它們有關的極端氦星和氫不足的碳星。

## 外部連結
- R Coronae Borealis stars, by C. Simon Jeffrey, Armagh Observatory Northern Ireland
- Entry in the Encyclopedia of Astrobiology, Astronomy, and Spaceflight（页面存档备份，存于）
- The R Coronae Borealis Stars, by Geoffrey C. Clayton, from SAO/NASA Astrophysics Data System (ADS)
- Variable Star of the Month, January, 2000: R Coronae Borealis, at the AAVSO website
- RY Sagittarii

Template:Variable star topics